# Bruce-Protokoll
Das Bruce-Protokoll ist ein spezielles Vorgehen bei der ergometrischen Messung der Herz-Kreislauf-Belastungsfähigkeit. Es ist das häufigste Standard-Protokoll bei Untersuchungen auf einem Laufband-Ergometer. Das Bruce-Protokoll beinhaltet nach einer Ruhephase von 3 Minuten insgesamt acht Stufen der Belastungssteigerung, die nach jeweils 3 Minuten durchlaufen werden. Die Belastung wird durch eine Kombination unterschiedlicher Laufgeschwindigkeiten und Neigungswinkel des Laufbandes erreicht. Während dieser Untersuchung wird die Leistung (angegeben in Watt) kontinuierlich überwacht und ein Elektrokardiogramm (EKG) aufgezeichnet. 
Das Protokoll wurde 1973 von dem US-amerikanischen Kardiologen Robert A. Bruce (1916–2004) an der University of Washington entwickelt. 